# Миколаївка (Роздільнянський район)
Микола́ївка — село в Україні, у Роздільнянській міській громаді Роздільнянського району Одеської області. Населення становить 28 осіб. Належить до Виноградарського старостинського округу.

## Історія
В 1887 році в селищі Миколаївка Більчанської волості Одеського повіту Херсонської губернії мешкало 50 чоловіків та 57 жінок.
У 1896 році у присілку Миколаївка Мангеймської волості Одеського повіту було 19 дворів, 107 осіб (52 чоловіки та 55 жінок), були колодці, волосне правління у 4 верстах у німецькій колонії Мангейм.
У 1916 році у присілку Миколаївка Барабойської волості Одеського повіту мешкало 148 осіб (63 чоловіки, 85 жінок), було 27 дворів.
Під час Голодомору в Україні 1932—1933 років в селі загинуло 6 осіб:
- Бондар Феоктиса Миронівна
- Воронжак Магдалина Іванівна
- Костенко Антон Максимович
- Товожнянський Дмитро Мойсейович
- Шевчук Іван Михайлович
- Штенглер Євген Андійович[5];

жителів хутора Миколаївка — 2 людини:
- Єрьоменка Сергій Тимофійович
- Лазаренко Ганна Герасимівна[6].

Станом на 1 вересня 1946 року хутір Миколаївка входив до складу Василівської сільської ради Біляївського району.
У 1965 році село у складі Виноградарської сільради перейшло в підпорядкування від Біляївського до Роздільнянського району.
У результаті адміністративно-територіальної реформи село ввійшло до складу Роздільнянської міської територіальної громади та після місцевих виборів у жовтні 2020 року було підпорядковане Роздільнянській міській раді. До того село входило до складу ліквідованої Виноградарської сільради.

## Населення
Згідно з переписом УРСР 1989 року чисельність наявного населення села становила 61 особа, з яких 30 чоловіків та 31 жінка.
За переписом населення України 2001 року в селі мешкали 53 особи.
2010 — 40
2011 — 44
2015 — 28

### Мова
Розподіл населення за рідною мовою за даними перепису 2001 року.
| Мова       | Відсоток |
| ---------- | -------- |
| українська | 83,02 %  |
| російська  | 16,98 %  |